# 杏南街道
杏南街道，是中华人民共和国黑龙江省大庆市红岗区下辖的一个乡镇级行政单位。

## 行政区划
杏南街道下辖以下地区：
天星社区、红杏社区和怡园社区。